# Gian Franco Saba
Gian Franco Saba (ur. 20 września 1968 w Olbii) – włoski duchowny katolicki, arcybiskup Sassari w latach 2017–2025, arcybiskup polowy Włoch od 2025.

## Życiorys
Święcenia kapłańskie otrzymał 23 października 1993 i został inkardynowany do diecezji Tempio-Ampurias. Był m.in. wicerektorem i rektorem diecezjalnego seminarium, dyrektorem instytutu nauk religijnych oraz rektorem regionalnego seminarium w Cagliari.
27 czerwca 2017 papież Franciszek mianował go arcybiskupem metropolitą Sassari. Sakry udzielił mu 13 września 2017 biskup Sebastiano Sanguinetti. Uroczyste objęcie urzędu miało miejsce 1 października 2017.
10 kwietnia 2025 został przeniesiony na urząd arcybiskupa polowego Włoch. Ingres odbył 12 maja 2025.